# علم التاريخ
علم التاريخ يشير إما إلى دراسة منهجية تطور «التاريخ» (كتخصص)، أو مجموعة من الأعمال التاريخية بشأن موضوع متخصص. ناقش الباحثون التأريخ بصورة موضوعية مثل «تأريخ الكاثوليكية» أو «تأريخ عصر صدر الإسلام» أو «تأريخ الصين». ومناهج وأنواع محددة، مثل التاريخ السياسي والتاريخ الاجتماعي. وبدأ التأريخ في القرن التاسع عشر، مع صعود التاريخ الأكاديمي، حيث تم تطوير الجزء الأساسي لأدب التأريخ.
تتغير الاهتمامات البحثية للمؤرخين بمرور الوقت، وهناك تحول بعيد أثناء العقود الأخيرة عن التأريخ الدبلوماسي والاقتصادي والسياسي التقليدي نحو أحدث الأساليب، لا سيما الدراسات الاجتماعية والثقافية. وارتفعت نسبة أساتذة التأريخ في الجامعات الأمريكية من عام 1975 إلى عام 1995 التي تدرس مجال التاريخ الاجتماعي من نسبة 31% إلى 41%، في حين أن نسبة المؤرخين السياسيين انخفضت من نسبة 40% إلى 30%. وفي أقسام التاريخ بالجامعات البريطانية في عام 2007، كان هناك من بين أعضاء هيئة التدريس البالغ عددهم 5723 عدد 1644 عضوًا (29%) نسبوا أنفسهم لمجال التاريخ الاجتماعي بينما يأتي التاريخ السياسي في المرتبة الثانية بـ1425 عضوًا (25%).
في أوائل العصر الحديث هناك ميل لاستخدام كلمة التأريخ لتعطي معنى أساسيًا بشكل أكبر، أي أنها تعني ببساطة «كتابة التاريخ». إذًا فإن كاتب التاريخ يعني الـ«مؤرخ»، ومن هذا المنطلق لُقب بعض المؤرخين الرسميين بـ«المؤرخ الملكي»، في السويد (من 1618)، إنجلترا (من 1660)، وإسكتلندا (من 1681). ولا يزال المنصب الإسكتلندي موجودًا.
اعتبارًا من القرن التاسع عشر، ومع تطور التأريخ الأكاديمي، ظهرت مجموعة من المؤلفات في التأريخ. إلى الآن ما زال النقاش محتدمًا بخصوص المدى الذي يبلغه تأثّر المؤرخين بجماعاتهم وولاءاتهم الخاصة، لدولهم القومية على سبيل المثال.
في العالم القديم، أنتجت الحوليّات الزمنية في حضارات مثل مصر القديمة وبلاد الرافدين. على أي حال، فقد تأسس ميدان التأريخ لأول مرة في القرن الخامس قبل الميلاد مع كتاب تاريخ هيرودوت مؤسس التأريخ الإغريقي. لاحقًا ألف السياسي الروماني كاتو الأكبر أول كتاب تأريخ روماني بعنوان الأصول في القرن الثاني قبل الميلاد. وقريبًا من العصر الذي كتب به كاتو الأكبر، وضع المؤرخان الصينيان سيما تان وسيما شيان خلال حقبة إمبراطورية هان قواعد التأريخ الصيني بجمعهما لكتاب شيجي (سجلّات المؤرخ الكبير). خلال القرون الوسطى، ضمت أعمال التأريخ القروسطية سجلات زمنية في أوروبا القرون الوسطى، والتاريخ الإسلامي على يد المؤرخين المسلمين، والكتابات التاريخية الكورية واليابانية المصاغة على غرار النماذج الصينية الموجودة في ذلك الوقت. خلال عصر الأنوار في القرن الثامن عشر، تشكّل التأريخ في العالم الغربي وتطوّر على يدي شخصيات مثل فولتير، وديفيد هيوم، وإدوارد غيبون، وغيرهم من الذين وضعوا أساسات فن التأريخ في صيغته المعاصرة.

## الاصطلاح
في الفترة المعاصرة المبكرة، كان مصطلح التأريخ يعني «كتابة التاريخ»، والمشتغل بالتأريخ كان يعني المؤرخ. وفقًا لذلك المعنى، مُنح بعض المؤرخين الرسميين لقب «المؤرخ الملكي» في السويد (ابتداءً من العام 1618)، وإنجلترا (ابتداءً من العام 1660)، واسكتلندا (ابتداءً من العام 1681) والتي ما يزال المنصب موجودًا فيها حتى يومنا هذا.
مؤخرًا صار التأريخ يُعرّف بأنه «دراسة الحالة التي كان عليها التاريخ والتي دُرِس بها، أي تاريخ الكتابات التاريخية»، والذي يعني: «أنك عندما تدرس التأريخ، فإنك لا تدرس أحداث الماضي بشكل مباشر، بل تدرس التفسيرات المتغيرة لتلك الأحداث في أعمال المؤرخين كل على حدة».

## العصور القديمة
يبدو أن الرغبة في فهم الماضي هي حاجة بشرية مشتركة، وظهرت «حكاية التاريخ» على نحو منفصل في الحضارات المختلفة في جميع أنحاء العالم. ما يمكن تسميته تاريخًا هو في جوهره سؤال فلسفي (راجع فلسفة التاريخ).
يعود تاريخ أقدم كتابات علم التسلسل الزمني إلى بلاد ما بين النهرين ومصر القديمة، التي ظهرت على شكل سجلات زمنية وحوليات. رغم ذلك، لا يُعرف بالاسم كاتبون مؤرخون من تلك الحضارت المبكرة. على النقيض من ذلك، فمصطلح «التأريخ» يُستعمل للإشارة إلى التاريخ المكتوب والمقيّد في شكل سردي بغرض اطلاع الأجيال اللاحقة على تلك الأحداث. وفقًا لهذا المعنى الضيق، فإن «التاريخ القديم» يبتدئ مع التأريخ المبكر للعصور الكلاسيكية القديمة، أي في القرن الخامس قبل الميلاد.

### شرقي آسيا

#### الصين

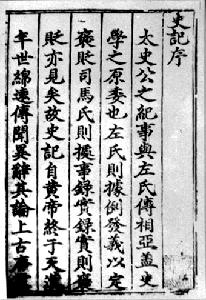
أول صفحة من سجلات المؤرخ الكبير.

اصطُلح في اللغة الإنجليزية على إطلاق اسم كلاسيكيات التاريخ على واحد من الكلاسيكيات الخمس الكونفوشية، شانغ شو. هذا المصطلح مضلل نظرًا لأن الكتاب هو عبارة عن مجموعة من الخطابات والقصص عن الشخصيات التاريخية البارزة؛ ورغم كونه مرتبًا بتسلسل زمني فضفاض، فهو خالٍ من أيما محاولة لترتيب تلك القصص ضمن سردية متماسكة، ولا يحتوي على إشارات زمنية دقيقة للفترة المنقضية بين الحدث التاريخي والآخر. على كل حال، فالهدف الرئيسي من هذا الكتاب لا ينضوي تحت بند التوثيق التاريخي بقدر اهتمامه ببث الرسائل والدروس الأخلاقية.
لهذا السبب فإن أول تاريخ حقيقي للصين يتمثل في حوليات فترة الربيع والخريف، وهو السجل الزمني الرسمي لدولة لو، ويشمل الفترة بين الأعوام 722 و481 قبل الميلاد. يُعتبر هذا السجل من أوائل النصوص التاريخية المبكرة المتبقية، والتي نُسقت على أساس مبادئ الحوليات، وتشيع نسبته إلى كونفوشيوس (551 – 479 قبل الميلاد). يوجد «تفسير» لكتاب تاريخ فترة الربيع والخريف، تسوه جوهان، منسوب إلى تسوه كيامينج من القرن الخامس قبل الميلاد، ويُعتبر الكتاب باكورة أعمال التاريخ السردي في العالم، ويغطي الفترة الزمنية من العام 722 حتى 468 قبل الميلاد. ونص التفسير أطول بكثير من الكتاب الذي يفسّره، وذا طبيعة أكثر وضوحًا وتفصيلًا، وهكذا فهو على العموم يُعتبر عملًا تاريخيًا بذاته.
على طريقة مشابهة لما حدث مع إطلاق اسم «فترة الربيع والخريف» على الفترة الزمنية التي غطتها حوليات الربيع والخريف، فقد أُطلقت تسمية حقبة الممالك المتحاربة على الفترة التي غطاها كتاب مكائد الممالك المتحاربة الذي جُمِع بين القرنين الثالث والأول قبل الميلاد. بخلاف الحوليات، فكتاب المكائد تعوزه أدوات التسلسل الزمني، ويشكل عودة إلى الأسلوب التحريري لكلاسيكيات التاريخ. يتلخص غرض الكتاب في تقديم مهارات دبلوماسية واستراتيجية إلى القارئ، وليس تزويده بسردية تاريخية متماسكة عن تلك الفترة.
يُعد المؤرخ الخصيّ سيما تشيان الذي عاش في عهد سلالة هان (حوالي العام 100 قبل الميلاد) أول مَن وضع أساسات الكتابة التاريخية المنهجية في الصين. يُعتبر كتابه شيجي (سجلات المؤرخ الكبير) إنجازًا أدبيًا هائلًا عمل عليه طوال حياته. شمل نطاق الكتاب فترات سحيقة وصلت إلى القرن السادس عشر قبل الميلاد، ويضم العديد من المقالات التي ناقشت مواضيع محددة أو تراجم حياة أفراد بارزين، ويستقصي قصص حياة وأفعال عامة الناس في عصره والعصور التي سبقته. مهّد عمل تشيان الطريق لظهور «حوليات-التراجم»، التي أصبحت فيما بعد معيار الجودة في كتابات التاريخ في الصين. وفقًا لهذا الأسلوب، فالكتابة التاريخية تستفتح بذكر موجز زمني لشؤون البلاط، ثم تنتقل لبسط تراجم حياة مفصلة للشخصيات البارزة التي عاشت في الفترة الزمنية قيد النظر.
في حين أن عمل سيما كان تأريخًا شاملًا منذ بداية الزمان حتى وقت الكتابة، فإن خلفه بان غو اتبع في كتابته التاريخية أسلوب حوليات-التراجم، وقيّد نطاقها بعهد سلالة هان الغربية، كتاب هان (96 قبل الميلاد). أسس هذا الأسلوب لفكرة استخدام عهود السلالات الحاكمة كنقاط بداية ونهاية للتأريخ، وفيما بعد ركزت معظم الكتابات التاريخية الصينية على سلالة حاكمة واحدة أو عدة سلالات.
في نهاية المطاف جُمع كتابا سجلات المؤرخ الكبير وكتاب هان في كتاب نهاية عهد هان (488 قبل الميلاد)، وهو ما حل محل الكتاب السابق سجلات هان من الفسطاط الشرقي والذي لم يصلنا منه الكثير، وكتاب سجلات الممالك الثلاث (297 قبل الميلاد)، ونشأ عن ذلك كتاب «التواريخ الأربعة». أصبحت هذه قراءات إلزامية في الامتحانات الإمبراطورية في الصين وتركت أثرًا عميقًا في الثقافة الصينية يشابه إلى حد بعيد الأثر الذي تركته الكلاسيكيات الكونفوشية. كُتبت العديد من حوليات-التراجم التاريخية في السلالات اللاحقة، ما رفع عددها إلى ما يقارب الـ24 أو 26، ولكن أيًا منها لم يحرز الشعبية أو الأثر الذي حققته الكتب الأربعة الأولى.
يقارب التأريخ الصيني التقليدي التاريخَ على أساس دورات السلالات الحاكمة. وفقًا لهذه المقاربة، تتأسس كل سلالة حاكمة جديدة على يدي مؤسس مستقيم أخلاقيًا. مع مرور الزمن، تلحق بالسلالة عوامل الانحلال الأخلاقي والفساد. أخيرًا، تبلغ السلالة الحاكمة درجة من الضعف تُتيح المجال لاستبدالها من طرف سلالة حاكمة أخرى.
في العام 281 قبل الميلاد، فُتح ضريح الملك شيانغ وي (الذي توفي في العام 296 قبل الميلاد)، ووُجد مدفونًا فيه نص تاريخي يدعى حوليات البامبو، نسبة للمادة المستخدمة في الكتابة. يشابه أسلوبها الكتابي أسلوب حوليات الربيع والخريف، وتغطي الفترة الزمنية منذ عهد الإمبراطور الأصفر حتى العام 299 قبل الميلاد. عبر قرون طويلة، اختلفت الآراء بشأن صحة نسبة النص، وعلى أي حال، اكتُشفت في وقت متأخر جدًا لم يُتح لها الفرصة لاكتساب مكانة مرموقة كتلك التي اكتسبتها حوليات الربيع والخريف.

### أوروبا

#### اليونان

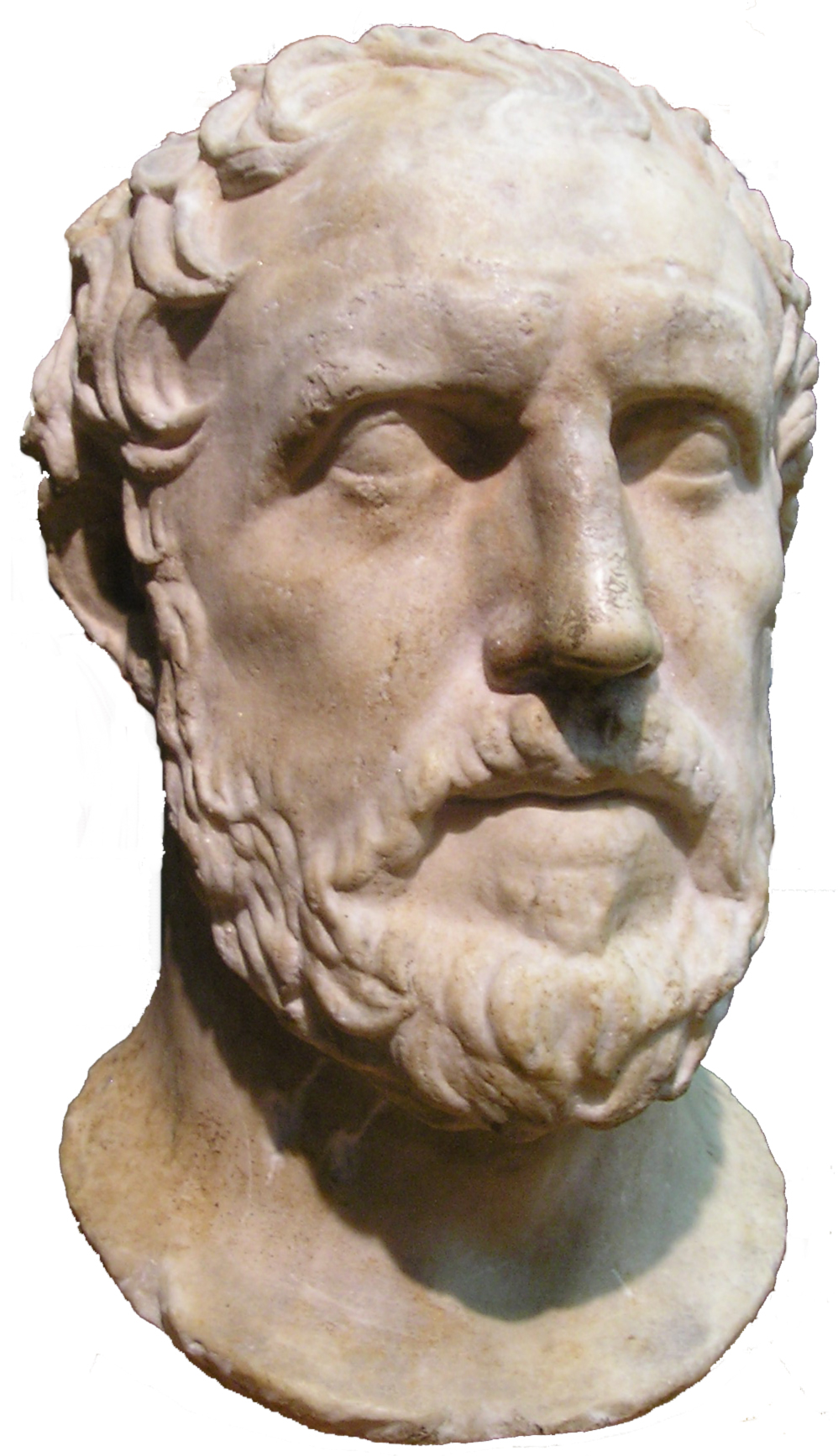
تمثال لوجه ثوسيديديس من القرن الرابع ق.م.

ظهر أول فكر تاريخي منهجي في اليونان القديمة، الأمر الذي ترك بصمته على كتابة التاريخ في جميع المناطق المحيطة بالبحر المتوسط. أسهم المؤرخون الإغريق بشكل عميق في تطوير المنهجية التاريخية. يُعتبر تاريخ هيرودوتس أول عمل تاريخي نقدي معروف، كتبه المؤرخ هيرودوت (484 – 425 قبل الميلاد) الذي صار يُعرف باسم «أبو التاريخ». حاول هيرودوت أن يميز بين الروايات الموثوقة وغيرها، وأجرى أبحاثه شخصيًا عبر السفر بشكل موسع، وقدم روايات عن عدة حضارات متوسطية. صحيح أن تركيز هيرودوت العام انصبّ على أعمال وشخصيات الرجال، ولكنه نسب أدوارًا مهمة إلى الآلهة فيما يتعلق بتحديد مجريات الأحداث التاريخية.
شهد الجيل التالي بعد هيرودوت وفرة في الكتابات التاريخية المحلية لدول-المدينة، كتبها أوائل المؤرخين المحليين الذين استندوا إلى الأرشيف المكتوب للمدينة والهيكل. صنّف ديونسيوس من هاليكارناسيوس هؤلاء المؤرخين باعتبارهم سابقين على ثيوسيديديس، واستمرت كتابة التاريخ المحلية حتى العصور القديمة المتأخرة، مترافقة مع فترة وجود الدول-المدينة. برزت شخصيتان مبكرتان: هيبياس من إليس، الذي سجل قوائم الفائزين في الألعاب الأولمبية، وهو ما وفر الإطار الزمني المتسلسل الأساسي طوال فترة عقد هذه العادة الوثنية الكلاسيكية، والمؤرخ هيلانيكوس الذي لجأ إلى السجلات المدنية كمصدر جمع منها العديد من الكتابات التاريخية لم يصلنا منها شيء.
استبعد ثيوسيديديس بشكل رئيس السببية الإلهية من روايته التاريخية عن الحرب بين أثينا وإسبارطة، فأرسى بذلك الأسس المنطقية التي شكّلت نقطة البداية للكتابات التاريخية الغربية اللاحقة. وكان أول مَن فرّق بين الأسباب البعيدة والأسباب القريبة للحدث، في حين أن خلفه زينوفون (431 تقريبًا – 355 قبل الميلاد) ابتدع توظيف عناصر السيرة الذاتية ودراسات الشخصية في عمله أناباسيس.
مثلت الانتقادات اللاذعة التي صبّها الخطيب الأثيني ديموستيني (384 – 322 تقريبًا قبل الميلاد) على فيليب الثاني المقدوني مثلت ذروة الاضطراب السياسي في العصور القديمة. من المحتمل أن تاريخ حملات الإسكندر المقدوني الذي كتبه أحد ملوك طوائف الإسكندر، بطليموس الأول (367 – 283 قبل الميلاد) قد يمثل أول عمل تاريخي يكتبه حاكم للبلاد. كتب المؤرخ بوليبيوس (203 تقريبًا – 120 قبل الميلاد) عن صعود روما كقوة عالمية، وحاول أن يوائم بين وجهات النظر الإغريقية والرومانية.
ألف الكاهن الكلدي بيروسوس (القرن الثالث قبل الميلاد) كتابًا في تاريخ بابل باللغة الإغريقية للملك السلوقي أنطيوخوس الأول، جمع فيه بين مناهج التأريخ الإغريقية وروايات بلاد ما بين النهرين ليخرج بمؤلف فريد. ثمة تقارير عن كتابات سجلات تاريخية للشرق الأدنى، منها التي كتبها المؤرخ الفينيقي سنتشونياثون؛ لكن البعض يعتبره شخصية غير حقيقية والكتابات المنسوبة إليه مبعثرة، لم يُتح الاطلاع عليها سوى عبر المؤرخين اللاحقين مثل فيلو الجبيلي، ويوسابيوس القيصري الذي شدد على أن سنتشونياثون قد كتب حتى قبل نشوب حرب طروادة.

#### روما

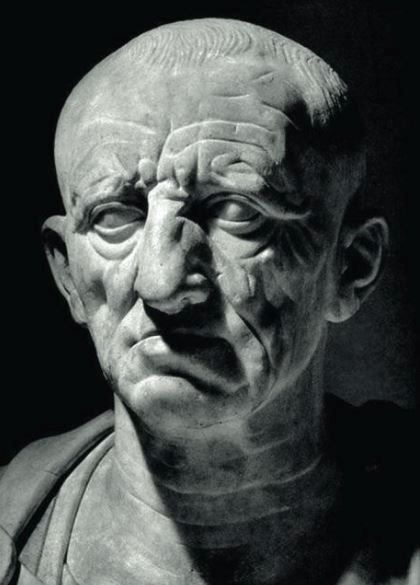
تمثال نصفي لمؤرخ كاتو الأكبر

في البداية تبنى الرومان التقليد الإغريقي، وكتبوا باللغة الإغريقية، ولكن في نهاية المطاف لجؤوا إلى تسجيل تاريخهم بلغة حديثة غير إغريقية. رغم أن الأعمال التاريخية الرومانية المبكرة كُتبت باللغة الإغريقية، فإن كتاب الأصول، الذي ألفه السياسي الروماني كاتو الكبير (234 – 149 قبل الميلاد) كُتب باللغة اللاتينية، ضمن محاولة واعية لصد التأثير الثقافي الإغريقي. آذن الكتاب ببدء الكتابات التاريخية باللغة اللاتينية. يُحتفى بكتاب يوليوس قيصر (100 – 44 قبل الميلاد) تعليقات على الحرب الغالية لأسلوبه الواضح، ويمثل الكتاب تغطية أخبار الحرب بطريقة السيرة الذاتية. طرح السياسي والخطيب شيشرون (106 – 43 قبل الميلاد) عناصر بلاغية في كتاباته السياسية.
كان سترابو (63 قبل الميلاد – 24 ميلادية تقريبًا) أحد أهم رواد التقليد الإغريقي الروماني الذي يجمع بين الجغرافيا والتاريخ، وقدم تاريخًا وصفيًا للشعوب والبلدان المعروفة في عصره. وثق تيتوس ليفيوس (59 قبل الميلاد – 17 ميلادي)  صعود روما من دولة-مدينة إلى إمبراطورية. يمثل تخمينه بخصوص ما الذي كان ممكن حدوثه لو أن الإسكندر المقدوني قد حارب روما يمثل أول مثال معروف عن التاريخ البديل.
رغم أن تراجم الحياة كانت شائعة في العصور القديمة، طُرحت كفرع من التاريخ عبر كتابات بلوتارخ (46 تقريبًا – 127 ميلادية) وسويتونيوس (69 تقريبًا – ما بعد 130 ميلادية) اللذين قدما وصفًا لأعمال وطبيعة الشخصيات القديمة، مؤكّدين على الجوانب الإنسانية في شخصياتهم. شجب تاسيتس (56 تقريبًا – 117 ميلادية تقريبًا) الانحلال الأخلاقي الروماني وكال المديح للفضائل الجرمانية، وتناول بالتفصيل موضوع الهمجي النبيل.

## القرون الوسطى حتى عصر النهضة

### العالم المسيحي

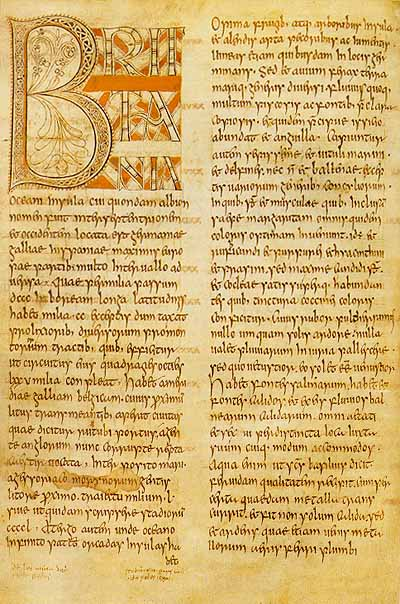
صفحة من كتاب تاريخ الشعب الإنجليزي لبيدا

بدأ التأريخ المسيحي باكرًا، وقد يعود تاريخ ذلك إلى تجميع إنجيل لوقا الذي يُعد المصدر الأساسي للعصر الرسولي، رغم الخلاف الدائر بخصوص موثوقيته التاريخية. في القرون المسيحية الأولى، نشأت أسفار العهد الجديد. أدى انتشار المسيحية وتحسّن وضعها في الإمبراطورية الرومانية بعد اعتناق الإمبراطور قسطنطين الأول للمسيحية (راجع كنيسة الدولة للإمبراطورية الرومانية)، أدى هذا كله إلى نشوء تأريخ مسيحي متفرد متأثر باللاهوت المسيحي وطبيعة الإنجيل المسيحي، واحتوى على مجالات للدرس وآراء جديدة بخصوص التاريخ. يظهر الأثر العميق للإنجيل في الديانة المسيحية في تفضيل المؤرخين المسيحيين للمصادر المكتوبة، مقارنة بتفضيل المؤرخين الكلاسيكيين للمصادر الشفهية، ويظهر كذلك في احتواء السجلات التاريخية على شخصيات غير ذات وزن سياسي. إضافة إلى ذلك، ركز المؤرخون المسيحيون على تطور الدين والمجتمع. يمكن ملاحظة هذا في الإدراج المستفيض للمصادر المكتوبة في التاريخ الكنسي الذي كتبه يوسابيوس القيصري حوالي العام 324 وفي الموضوعات التي تشملها. اعتبر اللاهوت المسيحي الزمن خطًا مستقيمًا، يسير وفقًا لخطة إلهية. بما أن خطة الرب تشمل الجميع، فقد اتسمت السجلات التاريخية المسيحية في هذه الفترة باتباع نهج عالمي شامل. على سبيل المثال، عادة ما ذكر المؤرخون المسيحيون أحداثًا تاريخية هامة سابقة على الفترة الزمنية التي كانت أعمالهم تغطيها.
كانت كتابة التاريخ عملًا شائعًا لدى الرهبان والكهنة المسيحيين في القرون الوسطى. كتبوا عن تاريخ السيد المسيح، وعن الكنيسة، وعن رعاتهم، وعن تاريخ السلالة الحاكمة للحكام المحليين. في القرون الوسطى المبكرة، غالبًا ما اتخذت الكتابات التاريخية شكل الحوليات أو سجلات التسلسل الزمني التي تسجل الأحداث سنة بعد سنة، ولكن هذا الأسلوب لم يكن يفسح المجال لتحليل الأحداث وأسبابها. من الأمثلة على هذا النمط الكتابي هو وثائق الأنجلو-ساكسون، المجموعة التي اشترك في إنجازها غير ما كاتب: بدأ العمل عليها خلال عهد ألفريد العظيم في نهاية القرن التاسع، وبقيت نسخة قيد التحديث حتى العام 1154. أنجز بعض كتّاب تلك الفترة شكلًا سرديًا من التاريخ. كان من بين هؤلاء غريغوري التوري، والمؤرخ الأكثر نجاحًا بيدا الذي كتب تاريخًا علمانيًا وكنسيًا، والمعروف بكتابه التاريخ الكنسي للشعب الإنجليزي.
خلال عصر النهضة، كُتب التاريخ بخصوص شؤون الدول والأمم. تغيرت دراسة التاريخ خلال عصر الأنوار والفترة الرومانتيكية. قدم فولتير وصفًا تاريخيًا للفترات الزمنية التي اعتبرها مهمة، بدلًا من وصف الأحداث بطريقة تسلسلية. أصبح التاريخ ميدانًا مستقلًا، ولم يعد يحمل اسم فلسفة التاريخ، بل التاريخ فحسب.